# 二氟甲烷二磺酸
二氟甲烷二磺酸是一种有机硫化合物，化学式为CF2(SO3H)2。它可由二氟甲烷二磺酰氟和氢氧化钡反应，得到二氟甲烷二磺酸钡后，再经离子交换或电渗析制得。它的酸性根据其三甲基硅酯的29Si NMR测得，其pKS1为−5.5，介于三氟甲磺酸（−5.9）和高氯酸（−4.8）之间。